# Esconnets
Esconnets ist eine französische Gemeinde mit 34 Einwohnern (Stand 1. Januar 2022) im Département Hautes-Pyrénées in der Region Okzitanien (vor 2016: Midi-Pyrénées). Sie gehört zum Arrondissement Bagnères-de-Bigorre und zum Kanton La Vallée de l’Arros et des Baïses.
Die Einwohner werden Esconnésiens und Esconnésiennes genannt.

## Geographie
Esconnets liegt in der historischen Provinz Bigorre in den Pyrenäen, circa sechs Kilometer östlich von Bagnères-de-Bigorre.
Umgeben wird Esconnets von den sechs Nachbargemeinden:
|        | Espieilh                                    |                  |
| Bettes | Kompassrose, die auf Nachbargemeinden zeigt | Bourg-de-Bigorre |
| Lies   | Fréchendets                                 | Escots           |

## Einwohnerentwicklung
Nach Beginn der Aufzeichnungen stieg die Einwohnerzahl bis zur Mitte des 19. Jahrhunderts auf einen Höchststand von 180. In der Folgezeit sank die Größe der Gemeinde bei kurzen Erholungsphasen bis zur ersten Dekade des 21. Jahrhunderts auf einen Tiefststand von rund 25, bevor eine Wachstumsphase einsetzte.
| Jahr      | 1962 | 1968 | 1975 | 1982 | 1990 | 1999 | 2006 | 2011 | 2022 |
| --------- | ---- | ---- | ---- | ---- | ---- | ---- | ---- | ---- | ---- |
| Einwohner | 74   | 73   | 59   | 54   | 42   | 28   | 26   | 39   | 34   |

## Sehenswürdigkeiten

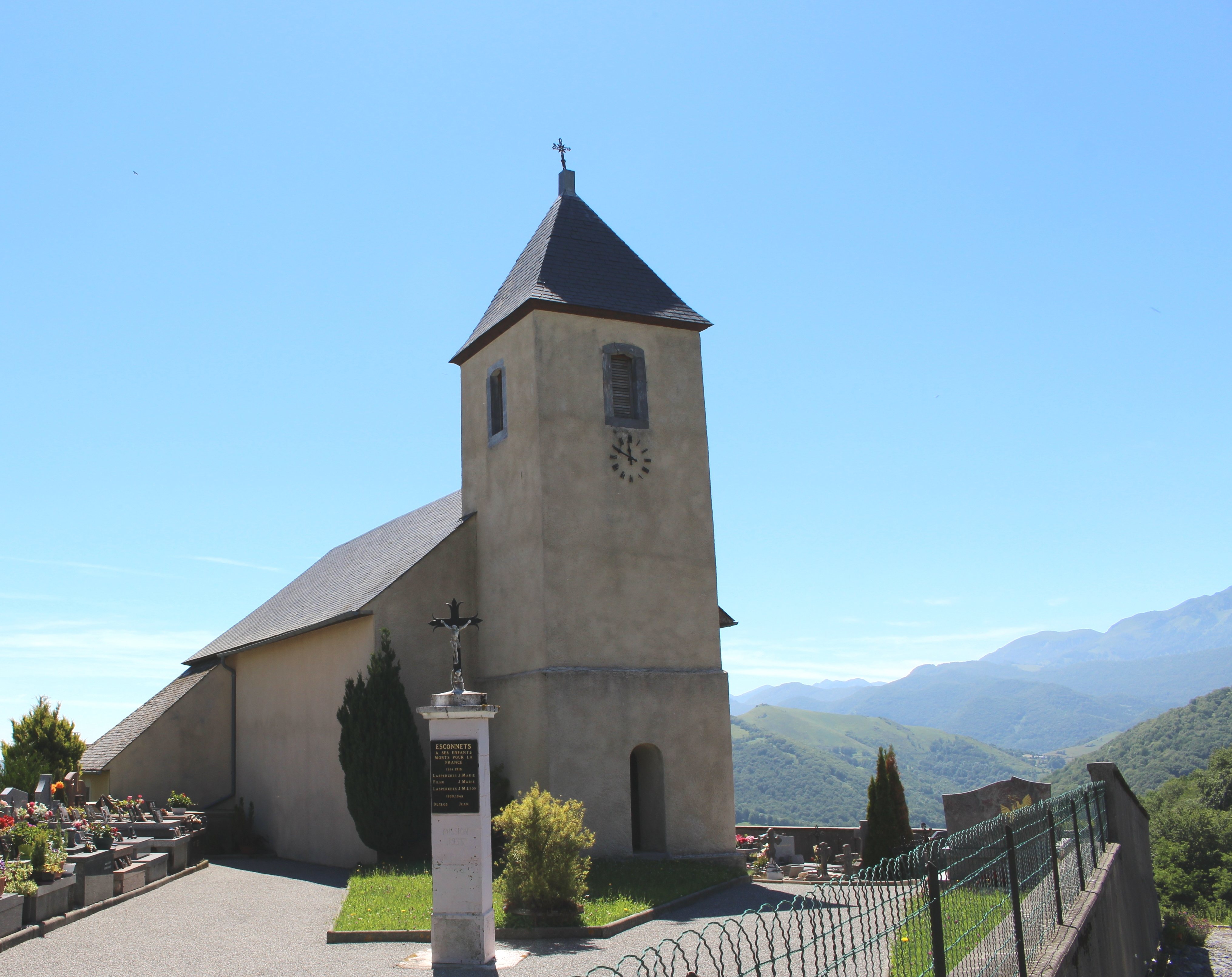
Pfarrkirche Saint-Jacques
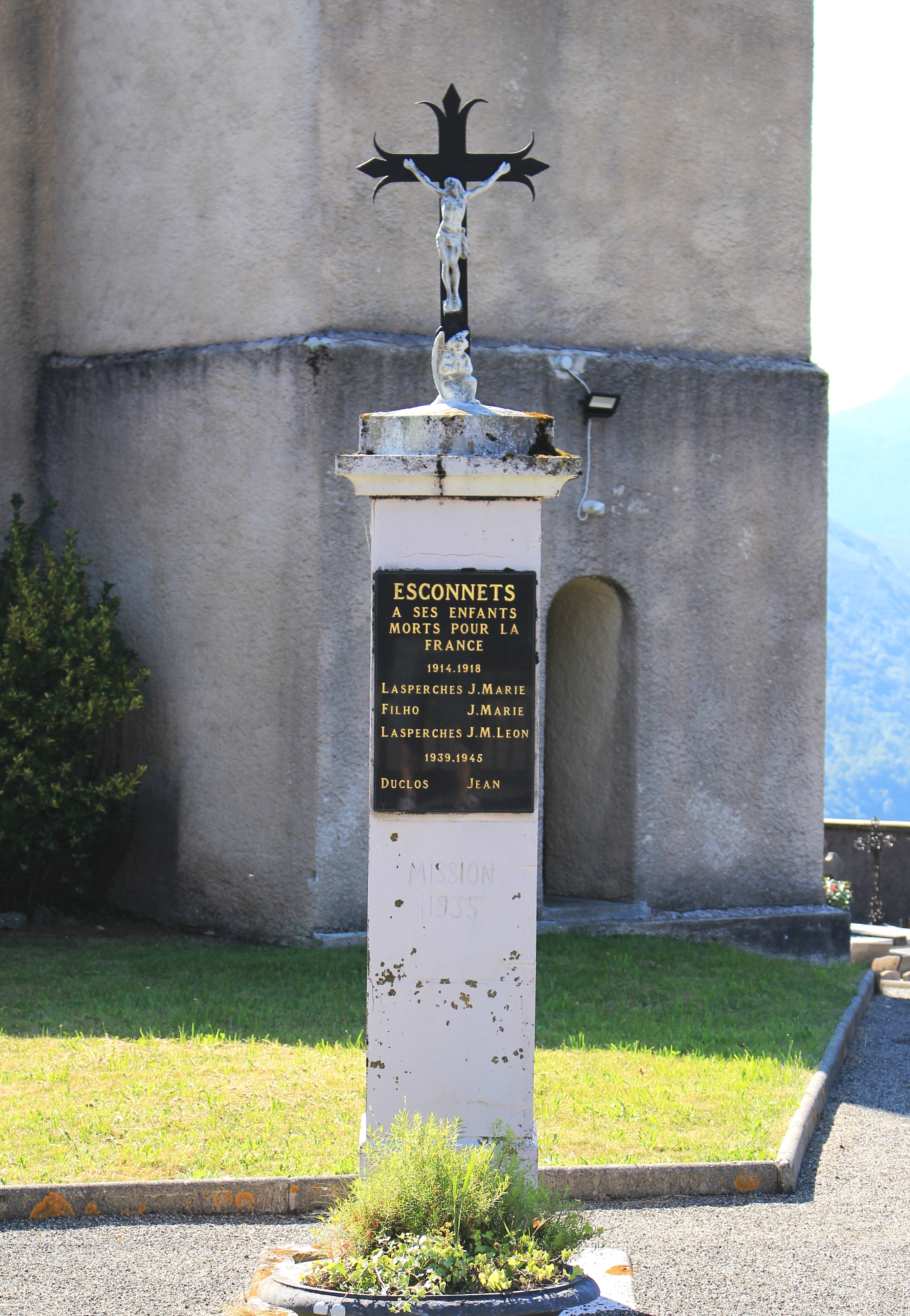
Gefallenendenkmal

- Pfarrkirche Saint-Jacques
- Gefallenendenkmal

## Wirtschaft und Infrastruktur
Esconnets liegt in den Zonen AOC der Schweinerasse Porc noir de Bigorre und des Schinkens Jambon noir de Bigorre.

### Verkehr
Esconnets wird von den Routes départementales 26, 84 und 684 durchquert.